# Hossein Shahabi
Hossein Shahabi (persană: حسین شهابی; n. 28 noiembrie 1967, Tabriz, Provincia Azarbaidjanul de Est, Iran – d. 22 ianuarie 2023, Karaj, Alborz Province⁠(d), Iran) a fost un regizor de film, scenarist și producător de film iranian. El a făcut parte din a treia generație a noului val de cinema iranian. Dorința sa de a face primul sau film de lung metraj a fost apreciată și lăudată de critici și a devenit celebru în țară și în străinătate.  

## Filmografie
1. Vânzarea / (2014) حراج
2. Ziua Bright (2013) روز روشن
3. For the Sake of Mahdi (2012) به خاطر مهدی
4. Fotografia (2001) عکس
5. Wars and Treasure (2000) جنگ و گنج